# إعلان معتمد على الأداء
إن الإعلان المعتمد على الأداء هو أحد أشكال الإعلان حيث يقوم المشتري بالدفع فقط عند وجود نتائج يمكن قياسها. وقد أصبح هذا النوع من الإعلان أكثر شيوعًا مع انتشار الإعلام الإلكتروني، وخاصةً الإنترنت، حيث يمكن قياس حركات المستخدم الناتجة عن الإعلان.

## نماذج التسعير
هناك أربعة نماذج شائعة للتسعير في السوق الإلكتروني للإعلانات المعتمدة على الأداء.
تفرض نماذج تسعير «التكلفة لكل ألف ظهور» (CPM) على المعلنين رسومًا مقابل الظهور؛ أي عدد مرات مشاهدة الإعلان. ويُباع الإعلان عن طريق العرض بنحوٍ كبير على أساس نموذج تسعير التكلفة لكل ألف ظهور. وتكمن مشكلة الإعلان بطريقة التكلفة لكل ألف ظهور في محاسبة المعلنين حتى إذا لم يقم الجمهور بالنقر فوق الإعلان.
ويتغلب الإعلان بطريقة تكلفة النقرة (CPC) على هذه المشكلة حيث تتم محاسبة المعلنين فقط عند نقر المستهلك على الإعلان. ومع ذلك، ونظرًا لتزايد المنافسة، أصبحت الكلمات الرئيسية للبحث باهظة الثمن. حيث يوضح تقرير اتجاهات البحث لمحرك دبل كليك حول شركة بيرفوميكس (Performics) في عام 2007 أنه تم البحث باستخدام كلمات رئيسية بطريقة تكلفة النقرة (CPC) بقيمة أكبر من 1 دولار في يناير 2007 بمعدل بلغ ستة أضعاف العام الماضي. وقد تزايد الدفع بتكلفة الكلمة الرئيسية بمعدل 33% وارتفع الدفع بتكلفة النقرة بمعدل 55%.
ومؤخرًا حدث تزايد سريع في إعلانات الاستجابة المباشرة والاستثنائية - للجيل القيادي عبر الإنترنت والتي تتخلص من نموذج تسعير الدفع مقابل العميل (CPL). ففي نموذج تسعير الدفع مقابل العميل، يقوم المعلنون بالدفع فقط للعملاء المؤهلين - بغض النظر عن عدد النقرات أو الظهور التي أدت إلى توليد العميل - ويُشار إلى إعلان CPL أيضًا بشكل شائع بمصطلح توليد العملاء المحتملين عبر الإنترنت.
وتعد نماذج تسعير الدفع مقابل العميل (CPL) هي أكثر النماذج ألفة بالنسبة للمعلِن. حيث كشفت دراسة بحثية حديثة أجرتها شركة آي بي إم أن ثلثي كبار المسوقين يتوقعون انخفاضًا قيمته 20 بالمائة تقريبًا في إيرادات الإعلانات الناتجة عن المبيعات المعتمدة على الظهور لصالح النماذج المعتمدة على العمل خلال ثلاث سنوات. وتتيح نماذج الدفع مقابل العميل للمعلنين الدفع فقط مقابل العملاء المؤهلين في مقابل عدد النقرات أو الظهور وتحتل صدارة إعلانات الإنترنت من حيث العائد الاستثماري.
وفي إعلان CPA، يقوم المعلنون بالدفع مقابل عمل محدد، مثل معاملات بطاقة الائتمان (تُسمى أيضًا الدفع مقابل الطلب (CPO)).
ويجب على المعلنين الحرص عند الاختيار بين نماذج التسعير CPL وCPA.
وفي حملات CPL الإعلانية، يدفع المعلنون مقابل العميل المهتم بالإعلان، بمعنى معلومات الاتصال الخاصة بشخص مهتم بالحصول على منتج المعلن أو خدمته. وتلائم حملات CPL مسوقي العلامات التجارية ومسوقي الاستجابة المباشرة الذين يتطلعون إلى مشاركة المستهلكين في مراحل اتصال متعددة وذلك من خلال بناء قائمة نشرة إخبارية وموقع مجتمعي وبرنامج مكافآت أو برنامج اكتساب العضو.
أما في حملات CPA الإعلانية، يدفع المعلن عادةً مقابل عملية بيع كاملة تتضمن معاملة بطاقة الائتمان. وتتركز فكرة نموذج CPA على معنى «الآن» - حيث تركز على توجيه المستهلكين للشراء في هذا الوقت بالتحديد- وإذا لم يقم زائر الموقع بشراء أي شيء، فلا توجد طريقة سهلة لإعادة تسويق المنتجات لهم.
وهناك عدة مفاضلات مهمة أخرى:
1. تتركز حملات CPL الإعلانية على المعلِن. حيث يظل المعلِن مسيطرًا على علامته التجارية، ويختار ناشرين موثوقين وذوي صلة بالمحتوى الاعلاني لتنفيذ العروض الإعلانية الخاصة بهم. وعلى الجانب الآخر، تتركز حملات CPA الإعلانية وحملات التسويق المدمجة على الناشر. حيث يتخلى المعلنون عن السيطرة على مكان ظهور علامتهم التجارية، بينما يتصفح الناشرون العروض ويختارون منها لتنفيذها على مواقعهم الإلكترونية. وبوجه عام، لا يعرف المعلنون أين تُنفذ عروضهم.
2. تكون حملات CPL دائمًا ذات مستوى عالٍ وتأثير بسيط. ففي حملات CPL، يضع المستهلكون معلومات الاتصال الأساسية فقط. ويمكن أن تكون المعاملات بسيطة مثل عنوان البريد الإلكتروني. ومن ناحية أخرى، تكون حملات CPA الإعلانية دائمًا ذات مستوى منخفض ومعقدة. فعادةً، يجب على المستهلك تقديم معلومات حول بطاقة الائتمان ومعلومات تفصيلية أخرى.
وتكون إعلانات CPL أكثر ملاءمة للمعلنين الذين يتطلعون إلى نشر حملات الاكتساب من خلال إعادة التسويق للمستهلكين المستهدفين عن طريق النشرات الإلكترونية والمواقع المجتمعية وبرامج المكافآت وبرامج الولاء ووسائل المشاركة الأخرى.

## الفوائد الاقتصادية
يمتلك العديد من المعلنين ميزانيات محدودة وقد لا يفهمون أكثر الطرق فعالية للإعلانات.
وباستخدام خطط الإعلان على أساس الأداء، فهم يتجنبون المخاطرة بدفع أموال طائلة على الإعلانات غير الفعالة. حيث يدفعون فقط مقابل النتائج.
وتفترض وكالة الدعاية أو الموزع أو الناشر المخاطرة، ولذلك يعملون على التأكد من
استهداف الإعلان بطريقة جيدة، ويستغلون جيدًا المخزون المتاح في المساحة الإعلانية.
وقد يختار الناشرون في الإعلام الإلكتروني الإعلانات بناءً على الموقع والوقت المحدد من اليوم واليوم المحدد من الأسبوع والإحصائيات السكانية وتاريخ الأداء،
للتأكد من تحقيق الحد الأقصى للإيرادات من كل موضع إعلاني.
والهدف من الاهتمام الشديد بالاستهداف هو تقليل عدد الإعلانات غير ذات الصلة بالموضوع والمقدمة للمستهلكين.
فهم يشاهدون إعلانات لمنتجات وخدمات قد تجذب انتباههم.
وعلى الرغم من أنه عادةً ما يذكر المستهلكون أن الإعلانات مثيرة للغضب، ففي مواقف عديدة يجدون أن الإعلانات مهمة إذا كانت ذات صلة بالموضوع.

## المقاييس
هناك أنواع عديدة من الأعمال التي يمكن قياسها والتي قد تُستخدم في المحاسبة مقابل الإعلان على أساس الأداء:
- حيث يفرض العديد من مواقع الإنترنت رسومًا مقابل الإعلان على أساس "CPM" (التكلفة لكل ألف) أو التكلفة لكل ظهور. مما يعني، أن المُعلِن يدفع فقط عندما يشاهد المستهلك إعلانه. وقد يحتج البعض أن ذلك ليس هو الإعلان على أساس الأداء حيث لا يوجد مقياس لاستجابة المستخدم.
- كما تقدم مواقع الإنترنت عادةً الإعلان على أساس "PPC" (الدفع مقابل النقر). حيث تدعم منتجات آدووردز التابعة لموقع جوجل والمنتجات المكافئة لها من ياهو! ومايكروسوفت ومواقع أخرى الخطط الإعلانية بنظام الدفع مقابل النقر.
- وبدأ عدد صغير - ولكنه متزايد - من المواقع الإلكترونية في عرض خطط على أساس «الدفع مقابل الاتصال». حيث يستطيع المستخدم النقر فوق زر لإجراء مكالمة الصوت عبر الإنترنت (VoIP)، أو لطلب إجراء مكالمة من المُعلِن. وإذا طلب المستخدم إجراء مكالمة، فهناك احتمال قوي على قيامه بالشراء.
- وأخيرًا، هناك بحث هام حول طرق ربط إجراءات المستخدم بعملية الشراء النهائية: وهو الشكل المثالي لقياس الأداء.

فبعض مواقع الإنترنت عبارة عن أسواق، تجمع بين المشترين والبائعين. على سبيل المثال، يعد موقع إيباي (eBay) مثالاً رائعًا وبارزًا على السوق القائم على أساس المزادات. بينما تتيح مواقع أسواق أخرى للبائعين تحديد الأسعار الخاصة بهم. وفي كلٍ من النموذجين، يتوسط السوق عمليات البيع ويحصل على عمولة - وهي نسبة محددة من قيمة البيع. وبالنسبة إلى البائعين الذين يحققون قيم مبيعات أعلى، يقوم السوق بمنحهم موضع أكثر بروزًا. فقد ينظر البعض إلى الأسواق على أنها أحد أشكال الإعلان المعتمد على الأداء.
كما يتيح استخدام خدمة الكوبونات الإلكترونية أيضًا عالمًا جديدًا من نظم القياس لتحديد تأثير الحملة. وهناك العديد من مقدمي تقنية خدمة الكوبونات الإلكترونية التي تتيح تقديم كوبونات مميزة أو رموز شريطية لكل فرد وفي نفس الوقت لتحديد الشخص الذي يقوم بتنزيلها. ويُسهل ذلك تتبع هؤلاء الأفراد خلال العملية بأكملها من بدء التنزيل حتى وقت ومكان صرف الكوبونات.

## وسائل الإعلام
على الرغم من تقديم الإنترنت لمفهوم الإعلان المعتمد على الأداء، إلا أن هذا النوع من الإعلان ينتشر الآن في وسائل إعلام أخرى.
يُستخدم الهاتف المحمول بنحو متزايد كأداة لتصفح الويب ويمكن أن يدعم خطط الدفع مقابل النقر والدفع مقابل الاتصال.
ويمكن استخدام الكوبونات الموصلة بالجهاز المحمول لربط الإعلان مباشرةً بعمليات البيع.
ونظرًا لشروع المستهلكين في استخدام أجهزتهم المحمولة كأداة دفع إلكترونية، قد يكون عمليًا تأسيس رابط مباشر بين الإعلان وعمليات الشراء.
وقد يكون الرابط غير مباشر.
فقد يستخدم المستهلك هاتفه المحمول لمسح رمز شريطي على إعلانات خارجية.
ويعمل ذلك على تنزيل الموقع المحمول للمُعلِن على الهاتف.
فعندما يذهب المستهلك بعد ذلك بفترةٍ قصيرة إلى متجر المُعلِن ويستخدم هاتفه للشراء، يمكن الاستدلال على الرابط.
يشرع مقدمو خدمة مساعدة الدليل في تقديم الإعلانات، وخاصةً مع وجود خدمات «دي أيه المجانية» مثل 1-800 مجانًا-411 من شبكات الإنترنت المتناغمة و1-800 الصفحات الصفراء من أي تي آند تي و1-800-جوج-411 من جوجل.
فيقوم المُعلِن بالدفع عندما يستمع المتصل لإعلانه، وهو المكافئ للإعلان بنظام التكلفة لكل ألف ظهور على الإنترنت، وعندما يطلبون معلومات إضافية حول المنتج أو عندما يجرون مكالمة.
تتعهد تقنية أي بي تي في بدمج خصائص التلفزيون الكبلي والإنترنت في النهاية.
وقد يرى المشاهدون الإعلانات في شريط جانبي متعلق بالعرض الذي يشاهدونه.
فقد يقومون بالنقر فوق الإعلان للحصول على المزيد من التفاصيل، ويمكن قياس هذا الإجراء واستخدامه لمحاسبة المُعلِن.
ويمكن أيضًا قياس أداء الإعلان المطبوع مباشرةً.
حيث يقوم الناشر بطباعة رقم هاتف خاص في الإعلان، ولا يكون هذا الرقم مستخدمًا في أي مكان آخر.
فعندما يقوم المستهلك بالاتصال بهذا الرقم، يتم تسجيل المكالمة ويتم توجيهها للرقم العادي.
ويمكن استقبال هذه المكالمات فقط بسبب الإعلان المطبوع.

## التسعير
قد يفرض الناشر أسعارًا محددة مقابل الإعلان المعتمد على الأداء، حيث يُدفع الكثير مقابل النقر أو الاتصال، غير أنه من الشائع تحديد الأسعار من خلال بعض أشكال «المزايدة» أو إجراءات المزادات.
ويوضح المعلن الثمن الذي يريد دفعه مقابل إجراء المستخدم، ويقدم الناشر تعقيبًا على الثمن الذي عرضه المعلنون الآخرون. وقد يكون المبلغ الفعلي المدفوع أقل من المبلغ المزايد عليه، فمثلاً، أكثر بسنت واحد من المُزايد الأعلى التالي.
ولا تضمن خطة «المزايدة» وجود المزايد الأعلى دائمًا في أكثر المساحات الإعلانية بروزًا أو أنه سيحصل على أكثر نسبة من إجراءات المستخدمين.
وسيرغب الناشر في تحقيق أقصى حد للدخل من كل مساحة إعلانية وقد يقرر (بناءً على النتائج الفعلية) أنه من المرجح أن يجلب المُزايد الأقل
دخلاً أكبر من المزايد الأعلى - حيث يدفعون مبالغ أقل لكن يتم اختيارهم كثيرًا.
وفي السوق التنافسي، وفي ظل وجود العديد من المعلنين والعديد من المنشورات، فمن الراجح أن تتوافق الأسعار المحددة والأسعار المعتمدة على المزايدة على القيمة المقبولة بوجهٍ عام للعمل الإعلاني. ومن المفترض أن يعكس ذلك قيمة البيع المتوقعة والربح الذي سينتج عن البيع. فعند بيع غرفة في فندق أو مقعد طائرة تنخفض قيمتها الكلية إذا لم يتم بيعهما، يتم تسعيرهما بنسبة أعلى في قيمة البيع من مواد مثل حقيبة رمال أو صندوق مسامير يحتفظان بقيمتهما بمرور الوقت.
ويقدم عدد من الشركات منتجات أو خدمات للمساعدة في تحسين عملية المزايدة ومنها تحديد الكلمات الرئيسية التي يجب على المُعلِن المزايدة عليها والمواقع التي تقدم أفضل أداء.

## المشكلات
هناك احتمال حدوث احتيال في الإعلانات المعتمدة على الأداء.
- فقد يذكر النشر نتائج زائدة حول الأداء، على الرغم من أن النشر حسن السمعة لن يخاطر بكشف الحقيقة من خلال التدقيق.
- وقد يقوم المنافس بترتيب نقرات تلقائية على الإعلان.

ونظرًا لقياس إجراءات المستخدم، فقد تكون هنا مخاوف من فقد الخصوصية.
وتحث آليات الإعلان المعتمدة على الأداء الشركات على تشويه أسعار السلع لديها (دائمًا بنحوٍ مرتفع) بالنسبة إلى الأسعار التي ستحقق الحد الأقصى للأرباح في البيئات التي يباع فيها الإعلان تضمن الطرق المحددة للدفع مقابل الظهور. وتقلل تشوهات السعر التصاعدية من فائض المستهلك والربح المشترك بين المعلن والناشر، مما يؤدي إلى انخفاضٍ صافٍ في الرفاهية الاجتماعية. ويناقش ديلاروكاس (2010) عددًا من الطرق التي تتيح تحسين آليات الإعلان المعتمد على الأداء لاستعادة كفاءة التسعير.